# Michael Friedrich Althan
Michael Friedrich Althan (Paris, 20 de julho de 1682 - Vác, 20 de junho de 1734) foi um cardeal do século XVIII

## Biografia
Nasceu em Glatz em  20 de julho de 1682, Glatz, diocese de Könnigrätz, Bohemia. Filho do conde Wenzel Michael Franz von Althan e da condessa Anna Maria Elisabeth von Aspremont-Lynden. Seu primeiro nome também está listado como Michele Fedrigo; e seu sobrenome como Althann.
Estudou na Universidade de Praga, obtendo doutorado em direito canônico e teologia.
Ordenado (nenhuma informação encontrada). Cânone dos capítulos catedrais de Praga, Breslau e Olomouc. Reitor da capela real Omnium Sanctorum , Praga. Reitor da SS. Cosmae et Damiani Boleslaviae , Praga. abade de SS. Petri et Pauli de Tapolcza , arquidiocese de Eger. Nomeado auditor da Sagrada Rota Romana em 1714, tendo sido nomeado pelo imperador; tomou posse do cargo em março de 1715. Nomeado bispo de Vác pelo imperador em 4 de janeiro de 1718.
Eleito bispo de Vác, Hungria, em 27 de junho de 1718. Obteve permissão para receber a consagração episcopal de um bispo e dois abades, em 4 de julho de 1718. Consagrado, em 25 de julho de 1718, na capela do palácio imperial de La Favorite, perto Viena, por Sigismund von Kollonitsch, arcebispo de Viena, assistido por László Ádám Erdődy, bispo de Nitra, e por Hugo František (Franz) von Königsegg-Rothenfels, bispo de Litomerice. Por instância do imperador Carlos VI foi promovido a cardinalato.
Criado cardeal sacerdote no consistório de 29 de novembro de 1719; com um breve apostólico de 16 de dezembro de 1719, o papa lhe enviou o barrete vermelho; recebeu o gorro vermelho e o título de S. Sabina, em 16 de setembro de 1720. Credenciado como encarregado de negócios imperial em Roma em setembro de 1720. Conselheiro particular do imperador austríaco desde 1720. Participou do conclave de 1721, que elegeu o Papa Inocêncio XIII, e apresentou o veto imperial contra a eleição do cardeal Fabrizio Paolucci. Concedido licença para se tornar vice-rei e capitão-geral de Nápoles, 19 de maio de 1722; ocupou o cargo até 31 de julho de 1728. Não participou do conclave de 1724, que elegeu o Papa Bento XIII. Camerlengo do Sagrado Colégio dos Cardeais, de 7 de fevereiro de 1729 a 8 de fevereiro de 1730. Participou do conclave de 1730, que elegeu o Papa Clemente XII.
Morreu em Vác em 20 de junho de 1734, perto do meio-dia. Exposto e enterrado na catedral de Vác.